# Admiral Essen
Admiral Essen je fregata třídy Admiral Grigorovič ruského námořnictva, pojmenovaná na počest ruského admirála Nikolaje von Essen (1860–1915). Stavba lodi začala v Loděnicích Jantar v Kaliningradu v červenci 2011, spuštěna byla v listopadu 2014. Je součástí Černomořské floty a jejím domovským přístavem je Sevastopol.

## Služba

### Ruská vojenská intervence v syrské občanské válce
V květnu a září 2017, během ruské vojenské intervence v Sýrii, Admiral Essen vypálil řízené střely Kalibr na cíle v guvernorátech Hamá a Dajr az-Zaur.
Dne 25. srpna 2018 Černomořské loďstvo oznámilo, že Admiral Essen spolu se sesterskou lodí Admiral Grigorovič provádějí „plánovanou plavbu ze Sevastopolu do Středozemního moře“, aby se zde připojili ke stálé operační skupině ruského námořnictva.

### Ruská invaze na Ukrajinu
Během ruské invaze na Ukrajinu v roce 2022 se loď účastnila útoku proti Oděse střelami s plochou drahou letu Kalibr.
Podle poradce kanceláře ukrajinského prezidenta Oleksije Arestovyče byla loď 3. dubna 2022 údajně vážně poškozena ukrajinskými ozbrojenými silami. Mělo se tak stát v důsledku útoku protilodní střelou Neptun.
Dne 12. dubna 2022 zveřejnilo ruské ministerstvo obrany video, které ukazuje, jak Admiral Essen údajně ničí ukrajinský bezpilotní letoun Bayraktar u pobřeží Krymu pomocí dvou raket země-vzduch systému Buk.
Další střely Kalibr na oblast Oděsy byly z lodi vypáleny v červenci 2023.
Mezi 1. a 3. říjnem 2023 byl Admiral Essen spolu s Admiralem Makarovem převelen do Novorossijsku v Krasnodarském kraji.